# Mara (Olaszország)
Mara település Olaszországban, Szardínia régióban, Sassari megyében. Lakosainak száma 527 fő (2023. január 1.). Mara Cossoine, Padria és Pozzomaggiore községekkel határos.

## Népesség
A település lakossága az elmúlt években az alábbi módon változott:
| Lakosok száma | 612  | 598  | 527  |
|               | 2017 | 2018 | 2023 |